# Иньюма

Иньюма на карте штата.

Иньюма (порт. Inhuma) — муниципалитет в Бразилии, входит в штат Пиауи. Составная часть мезорегиона Северо-центральная часть штата Пиауи. Входит в экономико-статистический микрорегион Валенса-ду-Пиауи. Население составляет 14 845 человек на 2010 год. Занимает площадь 978,222 км². Плотность населения — 15,18 чел./км².

## Демография
Согласно сведениям, собранным в ходе переписи 2010 г. Национальным институтом географии и статистики (IBGE), население муниципалитета составляет:
| Полное население                               | Полное население                               | Полное население                               | Полное население                               | 14 845 |
| ---------------------------------------------- | ---------------------------------------------- | ---------------------------------------------- | ---------------------------------------------- | ------ |
| в том числе:                                   | Городское население                            | 7279                                           | Процент городского населения, %                | 49,03  |
|                                                | Сельское население                             | 7566                                           | Процент сельского населения, %                 | 50,97  |
|                                                | Мужское население                              | 7319                                           | Процент мужского населения, %                  | 49,30  |
|                                                | Женское население                              | 7526                                           | Процент женского населения, %                  | 50,70  |
| Плотность населения, чел/км²                   | Плотность населения, чел/км²                   | Плотность населения, чел/км²                   | Плотность населения, чел/км²                   | 15,18  |
| Население муниципалитета в % к населению штата | Население муниципалитета в % к населению штата | Население муниципалитета в % к населению штата | Население муниципалитета в % к населению штата | 0,48   |

По данным оценки 2016 года, население муниципалитета составляет 15 044 жителя.

## История
Город основан 15 июня 1955 года. 

## Статистика
- Валовой внутренний продукт на 2003 год составляет 25 390 892,00 реалов (данные: Бразильский институт географии и статистики).
- Валовой внутренний продукт на душу населения на 2003 год составляет 1701,00 реалов (данные: Бразильский институт географии и статистики).
- Индекс развития человеческого потенциала на 2000 год составляет 0,621 (данные: Программа развития ООН).

## География
Климат местности: тропический.